# Saská brána (Plzeň)
Saská brána (též Malická brána) je zaniklá městská brána v Plzni, součást někdejšího městského opevnění. Byla postavena ve 14. století jako jedna ze čtyř bran města v místech vyústění Saské (pozdější Rooseveltovy) ulice ven z města. Roku 1849 byla zbořena v souvislosti s budováním Saského mostu přes řeku Mži.

## Historie
Saská brána vznikla spolu s ostatními třemi městskými branami (Pražskou na východě, Říšskou na západě a Litickou na jihu města) se začátkem 14. století, jakožto jedna z menších bran. Sestávala se z dvojitých vrat krytých jednoduchou gotickou věží: vzhledem k tomu, že chránila město z obtížně přístupné severní strany Plzně kryté strmým břehem u řeky Mže. Jakožto součást městských hradeb úspěšně odolala během husitského obléhání města v letech 1433 až 1434, stejně tak prodělala též úspěšné obléhání Plzně z roku 1620, kdy město dobyla protestantská vojska Petra Arnošta Mansfelda. 
Už počátkem 19. století rozhodla městská rada o demolici některých struktur městských hradeb. Litická brána zanikla při budování barokní bastionové pevnosti roku 1804, Pražská byla zbořena roku 1822, Říšská potom roku 1833. V roce 1849, v éře primátora Františka Wanky, bylo rozhodnuto o demolici Saské brány, jakožto poslední ze čtyř původních městských vstupů, aby uvolnila místo pro rozšíření někdejší Saské (později Rooseveltovy) ulice a jejího pokračování v podobě stavby Saského mostu přes Mži, který k městu mj. dopravně připojil jeho předměstí Roudnou. V místech brány vznikl také mýtný domek, kde bylo vybírán poplatek za přechod přes most. 

## Galerie

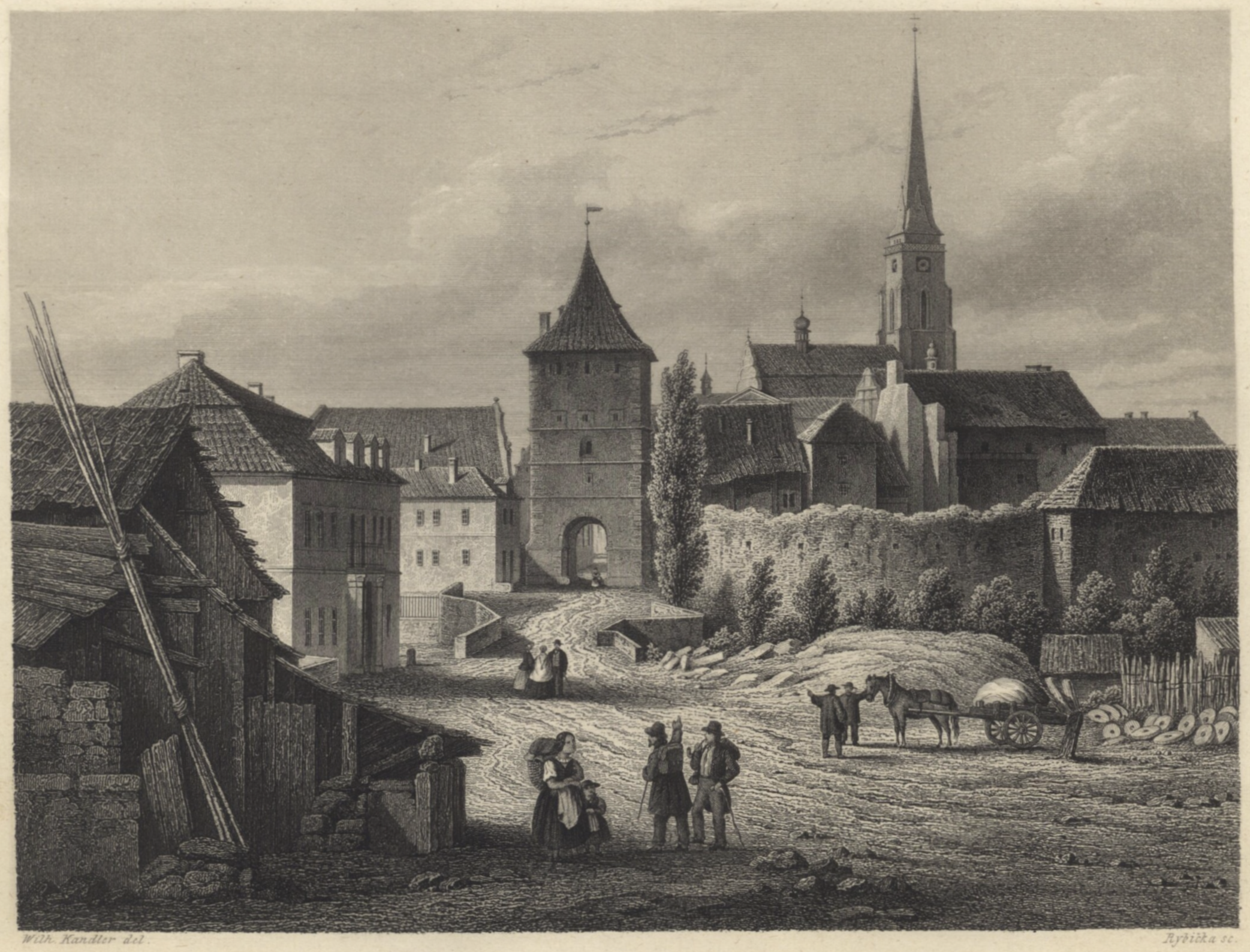
Vnější strana Saské brány na obraze Viléma Kandlera (kniha Starožitnosti a Památky země České, 1865)
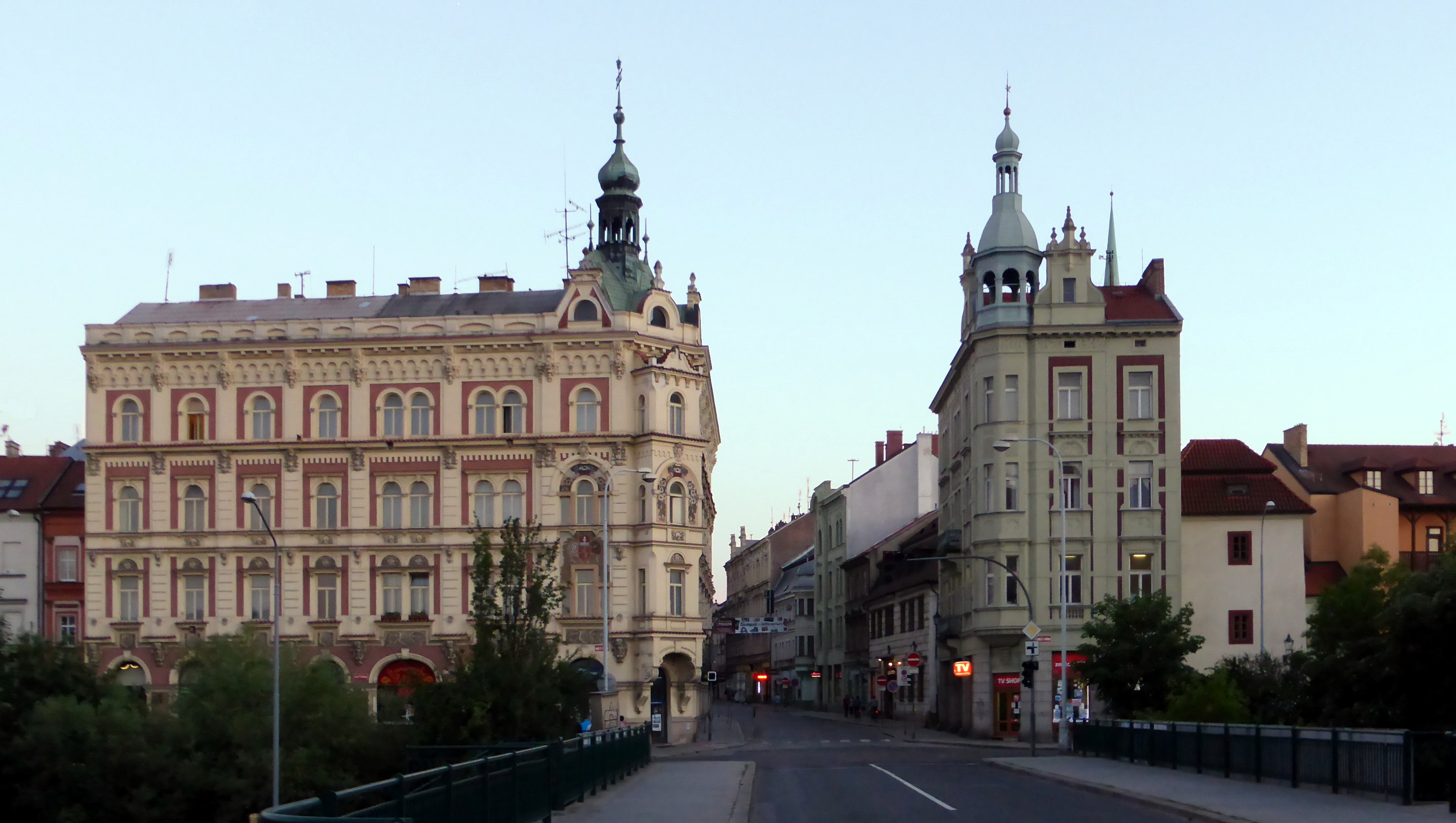
Vnější konec Rooseveltovy ulice, kde stála Saská brána